# ピスカタウェイ
ピスカタウェイ（Piscataway）は、アメリカ合衆国ニュージャージー州のミドルセックス郡にある町（タウンシップ）。ニューヨーク都市圏の郊外都市である。人口は6万0804人（2020年）。2020年アメリカ合衆国国勢調査によれば、町の人口の33パーセントはアジア系アメリカ人である。
1666年、クエーカーとバプテスト教会が入植して町の基礎を築いた。1798年に法人化しタウンシップとなった。

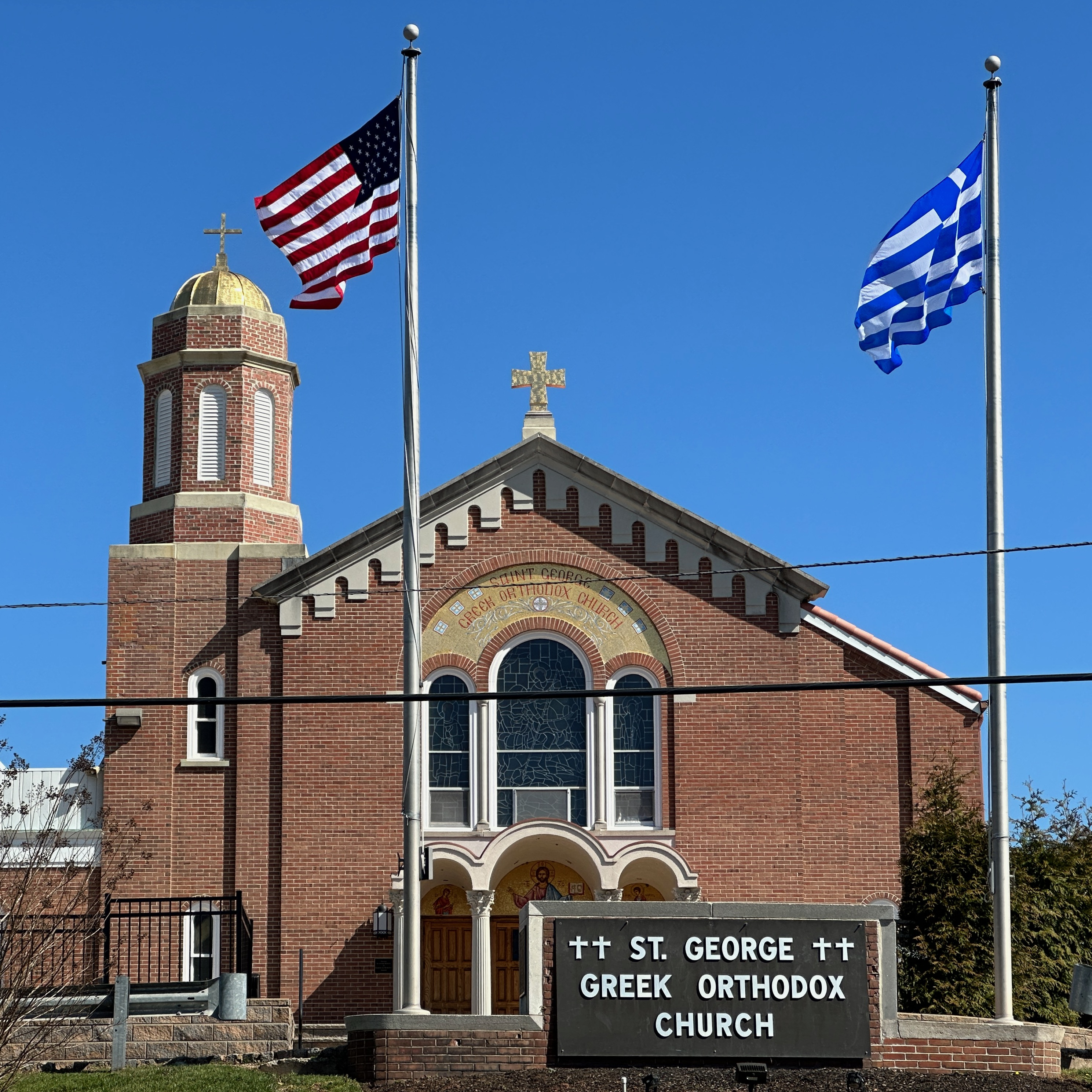
ギリシャ正教の教会